# انرژی پولاریتی
تبادل یون و الکترون در بدن انسان منجر به ایجاد حوزه‌های الکترومغناطیس یا حوزه‌های پولاریته در بدن ما می‌گردد. هر گونه اختلال در این تبادلات یونی و الکترونی منجر به بروز اختلال در این حوزه‌ها و احیاناً بیماری‌هایی می‌گردد.
شاخه درمانی ای که از این زاویه به انسان، بیماری و درمان او نگاه می‌کند، انرژی درمانی یا پولاریته تراپی نام دارد. 